# Charles Edward Kiefner
Charles Edward Kiefner (* 25. November 1869 in Perryville, Perry County, Missouri; † 13. Dezember 1942 ebenda) war ein US-amerikanischer Politiker. Zwischen 1925 und 1927 sowie nochmals von 1929 bis 1931 vertrat er den Bundesstaat Missouri im US-Repräsentantenhaus.

## Werdegang
Charles Kiefner besuchte die öffentlichen Schulen seiner Heimat und arbeitete danach in der Holzbranche sowie im Straßenbau. Gleichzeitig begann er als Mitglied der Republikanischen Partei eine politische Laufbahn. Zwischen 1900 und 1902 war er Bürgermeister von Perryville; von 1902 bis 1908 saß er als Abgeordneter im Repräsentantenhaus von Missouri. 1912 nahm Kiefner als Delegierter an der Republican National Convention in Chicago teil, auf der Präsident William Howard Taft zur Wiederwahl nominiert wurde. In den Jahren 1920 bis 1924 gehörte er zum Stab von Gouverneur Arthur M. Hyde.
Bei den Kongresswahlen des Jahres 1924 wurde Kiefner im 13. Wahlbezirk von Missouri in das US-Repräsentantenhaus in Washington, D.C. gewählt, wo er am 4. März 1925 die Nachfolge von J. Scott Wolff antrat. Da er im Jahr 1926 gegen Clyde Williams verlor, konnte er bis zum 3. März 1927 zunächst nur eine Legislaturperiode im Kongress absolvieren. Bei den Wahlen des Jahres 1928 wurde Kiefner erneut im 13. Distrikt seines Staates in den Kongress gewählt, wo er am 4. März 1929 Williams wieder ablöste und bis zum 3. März 1931 eine weitere Amtszeit als Kongressabgeordneter absolvierte. Im Jahr 1930 unterlag er Williams erneut.
Nach seinem Ausscheiden aus dem US-Repräsentantenhaus arbeitete Charles Kiefner wieder in der Holzbranche. Außerdem stieg er in das Bankgewerbe ein. Er starb am 13. Dezember 1942 in Perryville.